# Vol Thai Airways International 261
Le 11 décembre 1998, le vol Thai Airways International 261, un vol intérieur régulier, effectué par un Airbus A310 et reliant l'aéroport international Don Muang, à Bangkok, à l'aéroport de Surat Thani, au sud de la Thaïlande, décroche et s'écrase dans une zone marécageuse située au sud-ouest de l'aéroport, lors de sa troisième tentative d'atterrissage dans de mauvaises conditions météo et de nuit. 
On dénombre 101 victimes parmi les 146 passagers et membres d'équipage à bord, ce qui en fait le deuxième accident aérien le plus meurtrier survenu en Thaïlande, derrière celui du vol Lauda Air 004 en 1991.
Le Comité thaïlandais d'enquête sur les accidents aériens (en) (AAIC) a ouvert une enquête sur l'accident, qui a révélé que les pilotes ont subi une désorientation spatiale lors de l'approche finale. Comme leurs tentatives d'atterrissage à l'aéroport avaient échoué à plusieurs reprises, cela à mis l'équipage sous pression, ce qui l'a amené à perdre conscience de l'état de son avion jusqu'à ce que celui-ci commence à décrocher. Les pilotes n'ont ensuite pas réussi à récupérer l'avion avant que celui-ci ne s'écrase dans le marais.

## Avion et équipage
L'appareil impliqué est un Airbus A310-204, immatriculé HS-TIA (numéro de série 415), avec comme immatriculation précédente F-WWBI lors des essais en vol avec Airbus. Baptisé « Phitsanulok », il a volé pour la première fois le 3 mars 1986 et a été livré neuf à Thai Airways International le 29 avril de cette année. Il est équipé de deux turboréacteurs General Electric CF6-80C2A2, et totalise 23 028 heures de vol et 22 031 cycles (décollage/atterrissage) au moment de l'accident.
Le commandant de bord, Pinit Vechasilp, cumule 10 167 heures de vol à son actif, dont 3 000 heures sur Airbus A300-600 et Airbus A310, tandis que le copilote, Saen Chalermsaenyakorn, totalise 2 839 heures de vol, dont 983 heures sur A300-600 et A310.

## Passagers
Il y avait 132 passagers et 14 membres d'équipage présents à bord du vol 261. Parmi les passagers, il y avait 25 étrangers à bord de l'avion, originaires d'Autriche, d'Australie, de Grande-Bretagne, de Finlande, d'Allemagne, d'Israël, du Japon, de Norvège et des États-Unis. Le reste des passagers étaient des ressortissant thaïlandais. 
Parmi les passagers se trouvaient Siriwan, la sœur du ministre thaïlandais des Transports et des Communications Suthep Thueaksuban, l'acteur et chanteur thaïlandais Ruangsak Loychusak (en), et Thawat Wichaidit, député de Surat Thani.

## Accident
Le vol 261 a décollé de l'aéroport international Don Muang de Bangkok à 17 h 40, heure locale, à destination de la ville de Surat Thani, la porte d'entrée vers l'île touristique populaire de Ko Samui, située dans le golfe de Thaïlande. Il a été autorisé à monter au niveau de vol 310, soit une altitude de 31 000 pieds (9 448 m). La durée estimée du vol était d'une heure et 55 minutes.
À 18 h 26, le copilote contacte le contrôleur de l'aéroport de Surat Thani pour entamer l'approche ; l'avion est alors situé à 130 km de l'aéroport. Le contrôle aérien a autorisé l'équipage à effectuer une approche conformément aux règles de vol aux instruments. Les conditions météo sur l'aéroport de Surat Thani à ce moment-là étaient favorables, avec une bonne visibilité et un vent calme.
À 18 h 39, le copilote a contacté la tour de contrôle pour signaler la position du vol 261. Le contrôleur a alors déclaré que l'indicateur de pente d'approche (PAPI), situé à droite de la piste 22, ne fonctionnait pas ce soir-là. Deux minutes plus tard, l'A310 est autorisé à atterrir, et l'équipage a été averti de la présence d'eau sur la piste, en raison de la détérioration des conditions météorologiques.
À 18 h 42, la piste 22 est aperçue par les pilotes, qui tentent alors d'atterrir. Ils ont finalement décidé d'effectuer une remise de gaz pour une deuxième approche. Le vol 261 a été autorisé à effectuer sa deuxième tentative d'atterrissage. Cette fois, cependant, les pilotes n’ont pas pu voir la piste et ont opté pour une nouvelle remise des gaz.
À 19 h 05, l'équipage est informé des conditions météo sur la zone de l'aéroport, ce que les membres d'équipage ont alors pris en compte. Les conditions météorologiques à ce moment-là s'étaient dégradées et la visibilité a été réduite de 4 900 à 3 300 pieds (1 500 à 1 000 m). Les pilotes ont informé les passagers de la détérioration des conditions météorologiques, et ont annoncé qu'ils aller tenter un nouvel atterrissage pour la troisième fois et que s'ils échouaient à nouveau, le vol serait alors détourné  vers Bangkok.
Lors de la troisième remise de gaz, l'angle d'attaque de l'avion a progressivement augmenté, passant de 18° à 48°. La vitesse de l’appareil a commencé à diminuer, tombant rapidement à 100 nœuds (185 km/h), et il est alors entré dans un décrochage aérodynamique. L'A310 s'est finalement écrasé sur un terrain marécageux à 695 m de la piste 22, à proximité d'une plantation d'hévéas, et a explosé à l'impact, prenant rapidement feu.
De nombreux occupants de l'appareil sont morts noyés peu après le crash, tandis que les survivants restants ont dû ramper pour s'échapper de l'épave. Les habitants des environs se sont immédiatement précipités sur les lieux de l'accident pour porter secours aux survivants. Les opérations de recherche et de sauvetage ont été entravées par le fait que le site de l'accident se trouvait dans une zone partiellement inondée. Les sauveteurs ont indiqué que la plupart des survivants étaient assis à l'avant de l'avion.

Site de l'accident du vol 261.

Plus de 400 soldats et policiers ont été déployés pour participer à l'opération de sauvetage. Le 12 décembre, les sauveteurs ont réussi à récupérer 100 corps sur le site de l'accident. L'épuisement des ressources a entraîné la création d'une morgue de fortune à l'aéroport de Surat Thani. De nombreux corps ont été brûlés au point de devenir méconnaissables, ce qui a rendu difficile le processus d'identification des victimes. Leurs identifications a également été rendue difficile par le fait que les passagers n'étaient pas tenus de remplir un formulaire pour un vol intérieur. Les opérations de recherche ont été suspendues le 13 décembre, après la récupération des derniers corps. 
Au total, 101 passagers et membres d'équipage, dont le pilote et le copilote, ont été tués dans l'accident. Quarante-cinq personnes ont survécu, dont 30 ont été grièvement blessées. Parmi les survivants se trouvent 13 ressortissants étrangers (trois Australiens, trois Japonais, trois Allemands, deux Israéliens et un Britannique), ainsi que l'acteur et chanteur thaïlandais Ruangsak Loychusak (en), tandis que Siriwan, la sœur du ministre thaïlandais des Transports et des Communications Suthep Thueaksuban, et Thawat Wichaidit, député de Surat Thani, figurent parmi les victimes de l'accident.

## Enquête
Une recherche des enregistreurs de vol de l'avion a été immédiatement lancée après l'accident du vol 261 ; les recherches ont été initialement entravées par les conditions du lieu du crash, qui était alors partiellement inondée. 
L'enregistreur de paramètres (FDR) et l'enregistreur phonique (CVR) ont finalement été retrouvés par l'équipe de recherche et de sauvetage et ont été retirés du lieu du crash pour un examen plus approfondi ; les deux enregistreurs ont été envoyés au Conseil national de la sécurité des transports américain (NTSB) pour l'analyse de leurs données. 
Huit morceaux différents de l'épave ont été récupérés et ont été emmenés hors du site, pour une inspection plus approfondie par les enquêteurs thaïlandais. Airbus, le constructeur de l'appareil, a annoncé qu'il enverrait une équipe de spécialistes pour aider les autorités thaïlandaises dans l'enquête sur le crash.

### Rapport final
L'AAIC est finalement arrivé à la conclusion que la cause principale de l'accident du vol 261 est un décrochage à basse altitude, survenu à la suite d'une désorientation spatiale de l'équipage, qui s'est produit lorsque le nez de l'appareil s'est brusquement relevé lors de la troisième remise de gaz.
Les pilotes ont tenté une approche sur l'aéroport avec une visibilité inférieure au minimum requis, en pleine nuit et par temps orageux, et n'ont pas maintenu la trajectoire VOR indiquée sur la carte d'approche (l'appareil a dévié à gauche de la trajectoire VOR à chaque approche de la piste), due à la position de la balise VOR par rapport à l'axe de la piste. De plus, le balisage lumineux, en partie éteint à la suite de travaux de rénovation à l'aéroport, et la carte d'approche n'ont pas facilité l'approche par faible visibilité.
À la suite des deux approches interrompues précédentes, les pilotes ont souffert de l'accumulation de stress et d'une perte de conscience de la situation, jusqu'à ce que l'avion entre dans un décrochage qu'ils n'ont pas récupérer à temps.
Enfin, les pilotes n'avaient pas pris connaissance du document concernant la récupération en cas de perte de contrôle sur les avions gros porteurs, fourni par Airbus pour être utilisé dans la formation des pilotes.